# Fabián Lannutti
Fabián Luis Lannutti (ur. 28 lipca 1964) – argentyński judoka. Olimpijczyk z Los Angeles 1984, gdzie zajął osiemnaste miejsce wadze półciężkiej.
Brązowy medalista igrzysk panamerykańskich w 1983, mistrzostw panamerykańskich w 1985, igrzysk Ameryki Południowej w 1982, a także akademickich MŚ w 1986 roku.

## Letnie Igrzyska Olimpijskie 1984
| Konkurencja | Eliminacje             | Klas. końcowa |
| Konkurencja | Przeciwnik I           | Miejsce       |
| ----------- | ---------------------- | ------------- |
| 95 kg       | Carsten Jensen (DEN) P | 18.           |